# Pierre Mazzarini
Pierre Mazzarini (en italien : Pietro Mazzarino ou Pietro Mazzarini), né à Palerme en 1576 et mort à Rome, le 4 février 1654, est le père du cardinal Jules Mazarin et du cardinal Michel Mazarin.

## Biographie
Né en Sicile à Palerme en  1576, il est le fils de Girolamo (dont on ignore le patronyme d'origine), originaire de Gênes en Ligurie, qui s'installa en Sicile à Castel-Mazzarino, où il serait devenu un artisan aisé, et dont la famille prit le nom (mais sur lequel les historiens n'ont aucune information certaine).
Devenu orphelin jeune, Pierre Mazzarini fut emmené à Rome par son oncle jésuite, le père Giulio, qui lui fit faire des études.
Muni de lettres de recommandation pour le connétable Filippo Colonna, grand connétable de Naples, il sollicita  un emploi auprès de celui-ci. Pierre plut au connétable, qui le prit à son service comme valet de chambre, secrétaire ou intendant selon les auteurs puis lui confia la gestion de certains de ses domaines. Par sa conduite habile et prudente, toujours plus aimé de son maître, Pierre put mettre sa famille dans une grande aisance.
Le connétable tenait à ce que ses domestiques fussent mariés. Il donna à Pierre, qui s'était décidé à prendre femme, Ortensia Bufalini, sa filleule, appartenant à une famille noble de Città di Castello en Ombrie. La jeune fille était belle et très vertueuse. Elle fut largement dotée. Ils eurent deux fils et quatre filles. L'aîné, futur cardinal, porta le prénom de son grand-père, Jules. Pierre Mazzarini envisagea de faire de son fils aîné Jules Mazarin, un père jésuite. Son emploi au service de Filippo Colonna permit à Pierre Mazzarini de bénéficier de la protection du prince pour chacun de ses six enfants.
Veuf, Pierre Mazzarini épousa Porzia Orsini, par l'entremise du cardinal Mazarin, son fils.

## Famille
Pierre Mazzarini épousa Ortensia Bufalini (1575-1644). Six enfants sont nés de cette union :
- Jules Mazarin (1602-1661), cardinal, diplomate et ministre
- Alessandro, en religion : Michele Mazzarini (1607-1648), dominicain, il fut archevêque d'Aix-en-Provence
- Anna-Maria Mazzarini (1607-1669), prieure de Santa-Maria in Campo-Marzo
- Laura Margherita Mazzarini (1608-1685), elle épousa le comte Geronimo Martinozzi (1639) (fils de Vincenzo Martinozzi) d'où deux filles : Laure Martinozzi qui épousa Alphonse IV, duc de Modène, Anne-Marie Martinozzi qui épousa en 1654 le prince Armand de Bourbon-Conti
- Cleria Mazzarini (1609-1649), elle épousa le marquis Pietro Muti (†1649), (fils du marquis Fabrizio Muti)
- Geronima Mazzarini (1614-1656), elle épousa le baron Michele Mancini (†1660), (fils de Paolo Mancini).